# سيناد بركيتش
سيناد بركيتش مواليد 3 سبتمبر 1969 في جمهورية يوغوسلافيا الاشتراكية الاتحادية، هو لاعب كرة قدم بوسني دولي سابق كان يلعب كمهاجم.

## المسيرة الاحترافية

### أندية لعب لها
- نادي رييكا
- آلتاي إزمير

## روابط خارجية
- سيناد بركيتش على موقع اتحاد تركيا (لاعب) (الإنجليزية)
- سيناد بركيتش على موقع قاعدة بيانات كرة القدم.إي يو (الإنجليزية)
- سيناد بركيتش على موقع ناشيونال فوتبول تيمز (الإنجليزية)